# Jeppe Tverskov
Jeppe Tverskov, né le 12 mars 1993 à Copenhague au Danemark, est un footballeur danois qui évolue au poste de milieu défensif au San Diego FC.

## Biographie

### En club

#### Lyngby BK
Formé au Lyngby BK, Jeppe Tverskov côtoie des joueurs comme Yussuf Poulsen, Christian Nørgaard ou encore Uffe Bech, tous formés au Lyngby BK. Tverskov joue son premier match en professionnel le 28 mars 2013, face au Skive IK, lors d'une rencontre de deuxième division danoise remportée sur le score de un but à zéro par son équipe. Il inscrit son premier but en professionnel le 25 avril 2014, lors d'une victoire en championnat de son équipe contre le club d'Hvidovre IF (0-3).

#### Randers FC
Le 30 juin 2014, Jeppe Tverskov rejoint le Randers FC, où il s'engage pour un contrat de deux ans. Il joue son premier match sous ses nouvelles couleurs le 23 septembre 2014, à l'occasion d'une rencontre de coupe du Danemark face au Kolding Boldklub (en). Il est titularisé au poste de milieu défensif et se fait remarquer en inscrivant également son premier but pour le Randers FC, participant à la large victoire de son équipe (1-7). Le club termine quatrième du championnat à l'issue de la saison 2014-2015 et parvient à se qualifier pour les tours qualificatifs de la Ligue Europa. Tverskov joue ainsi son premier match de coupe d'Europe dans cette compétition, le 2 juillet 2015 contre l'UE Sant Julià. Il est titulaire mais est toutefois expulsé en écopant d'un second carton jaune. Son équipe s'impose tout de même par un but à zéro.

#### Odense BK
En fin de contrat au Randers FC, Jeppe Tverskov rejoint l'Odense BK à l'été 2016, le transfert étant annoncé dès le 20 avril de la même année. Il joue son premier match avec son nouveau club dès la première journée de la saison 2016-2017 de Superligaen, contre le Silkeborg IF. Ce jour-là, il est titulaire et les deux équipes se séparent sur un match nul (0-0).
Le 3 août 2019, Tverskov prolonge son contrat avec l'Odense BK jusqu'en juin 2023.
Avec Odense il atteint la finale de la Coupe du Danemark en 2022. La rencontre a lieu le 26 mai 2022 où son équipe affronte le FC Midtjylland. Il est titulaire ce jour-là, et après 120 minutes de jeu les deux formations se départagent aux tirs au but. Séance durant laquelle Odense est vaincue, avec notamment deux tirs arrêtés par David Ousted,.

#### FC Nordsjælland
En fin de contrat avec l'Odense BK en juin 2023, Jeppe Tverskov ne prolonge pas et s'engage donc librement avec le FC Nordsjælland le 21 juin 2023. Il signe un contrat de deux ans, soit jusqu'en juin 2025 et portera le numéro 6,.
Tverskov inscrit son premier but pour Nordsjælland le 13 août 2023, lors d'une rencontre de championnat face au Randers FC. Il entre en jeu et participe à la victoire de son équipe par cinq buts à zéro.

#### San Diego FC
Le 19 mars 2024, il rejoint le San Diego FC, franchise nouvellement créée, à compter de 2025 jusqu'en 2026,.

## Statistiques
| Saison                | Club                  | Championnat           | Championnat | Championnat | Coupe(s) nationale(s) | Coupe(s) nationale(s) | Compétition(s) continentale(s) | Compétition(s) continentale(s) | Compétition(s) continentale(s) | Total | Total |
| Saison                | Club                  | Division              | M.          | B.          | M.                    | B.                    | Comp.                          | M.                             | B.                             | M.    | B.    |
| 2012-2013             | Lyngby BK             | 1. Division           | 5           | 0           | -                     | -                     | -                              | -                              | -                              | 5     | 0     |
| 2013-2014             | Lyngby BK             | 1. Division           | 30          | 2           | 4                     | 0                     | -                              | -                              | -                              | 34    | 2     |
| Sous-total            | Sous-total            | Sous-total            | 35          | 2           | 4                     | 0                     | -                              | -                              | -                              | 39    | 2     |
| 2014-2015             | Randers FC            | Superligaen           | 16          | 1           | 3                     | 2                     | -                              | -                              | -                              | 19    | 3     |
| 2015-2016             | Randers FC            | Superligaen           | 22          | 2           | 2                     | 0                     | C3                             | 3                              | 0                              | 27    | 2     |
| Sous-total            | Sous-total            | Sous-total            | 38          | 3           | 5                     | 2                     | -                              | 3                              | 0                              | 46    | 5     |
| 2016-2017             | Odense BK             | Superligaen           | 34          | 0           | 2                     | 0                     | -                              | -                              | -                              | 36    | 0     |
| 2017-2018             | Odense BK             | Superligaen           | 26          | 1           | 2                     | 0                     | -                              | -                              | -                              | 28    | 1     |
| 2018-2019             | Odense BK             | Superligaen           | 35          | 1           | 5                     | 0                     | -                              | -                              | -                              | 40    | 1     |
| 2019-2020             | Odense BK             | Superligaen           | 30          | 1           | 2                     | 0                     | -                              | -                              | -                              | 32    | 1     |
| 2020-2021             | Odense BK             | Superligaen           | 29          | 3           | 3                     | 0                     | -                              | -                              | -                              | 32    | 3     |
| 2021-2022             | Odense BK             | Superligaen           | 26          | 0           | 7                     | 0                     | -                              | -                              | -                              | 33    | 0     |
| 2022-2023             | Odense BK             | Superligaen           | 30          | 2           | 1                     | 0                     | -                              | -                              | -                              | 31    | 2     |
| Sous-total            | Sous-total            | Sous-total            | 210         | 8           | 22                    | 0                     | -                              | -                              | -                              | 232   | 8     |
| 2023-2024             | FC Nordsjælland       | Superligaen           | 21          | 2           | 2                     | 0                     | C4                             | 10                             | 1                              | 33    | 3     |
| Sous-total            | Sous-total            | Sous-total            | 21          | 2           | 2                     | 0                     | -                              | 10                             | 1                              | 33    | 3     |
| Total sur la carrière | Total sur la carrière | Total sur la carrière | 302         | 15          | 33                    | 2                     | -                              | 13                             | 1                              | 348   | 18    |

## Palmarès
Odense BK
- Coupe du Danemark :
  - Finaliste : 2022.